# Räthgloben 1917 Verlag

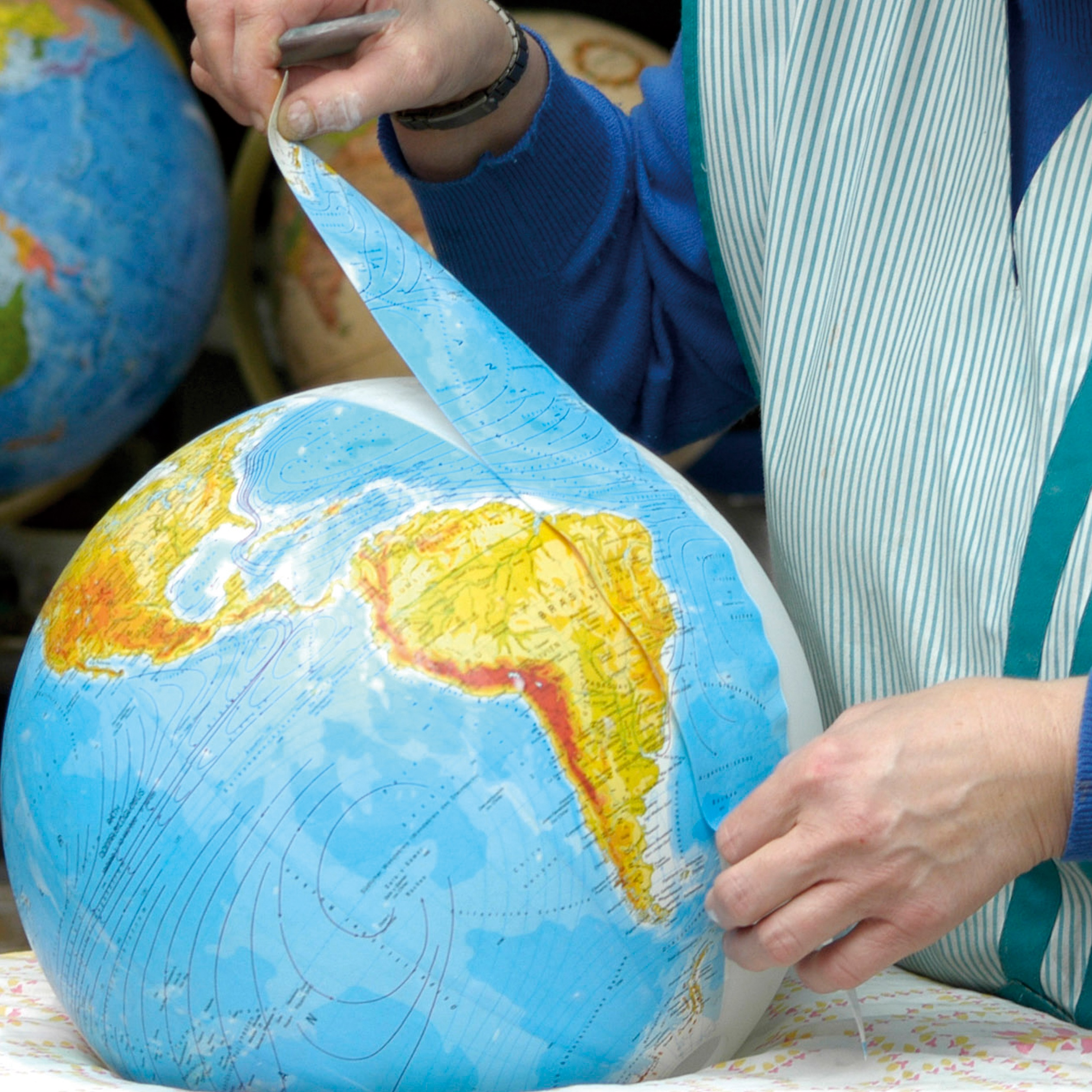

Der Räthgloben 1917 Verlag ist ein in Leipzig ansässiger Globenhersteller, der 1917 von Paul Räth (1881–1929) gegründet wurde.
Zunächst als Buchvertrieb und Lehrmittelwerkstatt am Markt, begann in den 1920er Jahren die Produktion von Globen, die 1928 bereits in 20 Sprachen erschienen und in alle Welt exportiert wurden. Im Dezember 1943 wurden die Firmengebäude durch einen Luftangriff vollständig zerstört. 1947 wurde die Herstellung von Globen wieder aufgenommen.
Zwei Globen aus der Werkstatt Paul Räths sind heute als Exponate in Museen zu sehen. Der möglicherweise erste Leuchtglobus mit elektrischem Licht aus dem Jahr 1921 wird im Globenmuseum der Wiener Nationalbibliothek ausgestellt. Im Deutschen Museums in München ist seit 1941 ein handmodellierter Reliefglobus mit 155 cm Durchmesser im Bestand, auf dem die Schifffahrtslinien des Norddeutschen Lloyd zu sehen sind. Viele der Globen wurden von dem Leipziger Gymnasiallehrer Arthur Krause entworfen.
1972 wurde der Verlag in der DDR vollständig verstaatlicht und firmierte fortan als VEB Räthgloben-Verlag.
In den 70er Jahren wurden jährlich ca. 120.000–180.000 Globen hergestellt, die in 14 Länder exportiert wurden. Im Verlag waren ca. 70 Mitarbeiter beschäftigt. Die gängigsten Erdkugeln hatten Durchmesser von 12, 21, 28 und 33 cm. Die Drucke und Kartografien wurden im VEB Hermann Haack in Gotha erstellt. Zum Ende der DDR ging der Räthgloben-Verlag 1990 in die Treuhandanstalt ein und wurde 1992 privatisiert. Seit 1999 gehört der Räthgloben 1917 Verlag mehrheitlich zur italienischen Firmengruppe Tecnodidattica S.p.A. Heute werden sowohl in traditioneller Handarbeit gefertigte Globen als auch maschinell hergestellte Globen (Tiefziehtechnik) in verschiedenen Kartenbildern angeboten. Seit 2008 ist der Firmensitz in Markranstädt bei Leipzig. Dort werden seit 2014 in Lizenz auch handkaschierte Globen der National Geographic Society gefertigt.